# Gerardo Melgar Viciosa

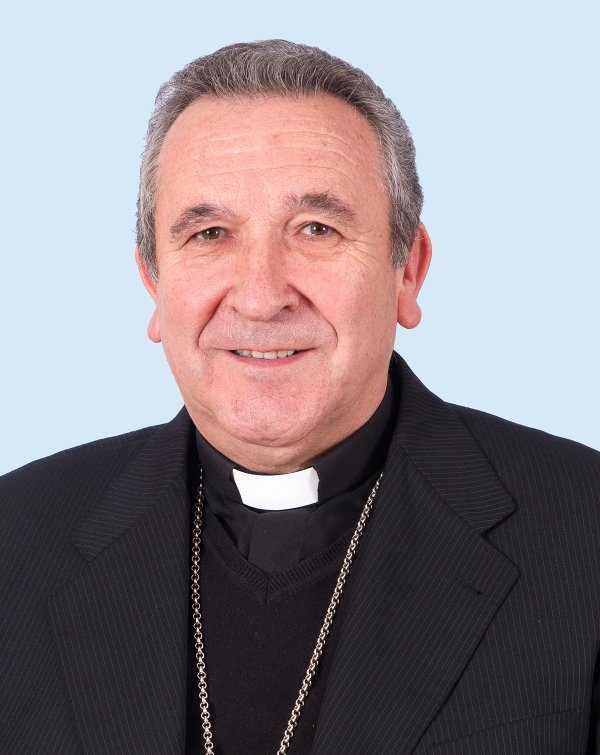
Bischof Gerardo Melgar Viciosa

Wappen von Gerardo Melgar Viciosa (Ciudad Real)

Wappen von Gerardo Melgar Viciosa

Gerardo Melgar Viciosa (* 24. September 1948 in Cervatos de la Cueza, Spanien) ist ein spanischer Geistlicher und emeritierter römisch-katholischer Bischof von Ciudad Real.

## Leben
Gerardo Melgar Viciosa empfing am 20. Juni 1973 das Sakrament der Priesterweihe für das Bistum Palencia.
Am 1. Mai 2008 ernannte ihn Papst Benedikt XVI. zum Bischof von Osma-Soria. Der Apostolische Nuntius in Spanien, Erzbischof Manuel Monteiro de Castro, spendete ihm am 6. Juli desselben Jahres die Bischofsweihe; Mitkonsekratoren waren der Bischof von Palencia, Rafael Palmero, und der Erzbischof von Burgos, Francisco Gil Hellín.
Papst Franziskus ernannte ihn am 8. April 2016 zum Bischof von Ciudad Real. Die Amtseinführung fand am 21. Mai desselben Jahres statt.
Am 9. Juli 2025 nahm Papst Leo XIV. das altersbedingte Rücktrittsgesuch von Gerardo Melgar Viciosa an.